# 来合铁路
来合铁路东起中华人民共和国广西壮族自治区来宾市，西至合山市，正线全长64.2千米，用于合山煤田煤炭外运。

## 历史
1935年下半年，合山煤矿股份有限公司设筑路处组织施工。1938年1月，白鹤隘—王所段线路建成通车。1938年12月，王所—思光—合山段建成，至此全线通车。当时采用技术标准为轨距1000毫米；限制坡度重车方向16.6‰，轻车方向28‰；最小曲线半径45米；35磅/码钢轨；德制24吨小型蒸汽机车；6吨倾倒煤斗车；线路容许速度20公里/小时。
1954年、1961年两次对来合铁路扩能改造。1969年10月开始把来合铁路由米轨改为准轨，上行方向限制坡度为7.5‰，下行方向15.8‰；最小曲线半径300米，线路基本达到国铁III级干线标准。1971年7月全线通车。共投资人民币1256.74万元。准轨改造后，运能由85.5万吨提高到133.1万吨。
改为准轨后，历年继续更换更高标准的路轨、枕木、道岔等技术改造，至1990年行车速度达到60公里/小时。线路总延长为125.5公里，其中：正线64.2公里，站、岔、专用线61.286公里。来合铁路由来宾铁路管理段管理。

## 连接线路
- 来宾：湘桂铁路

## 使用车种

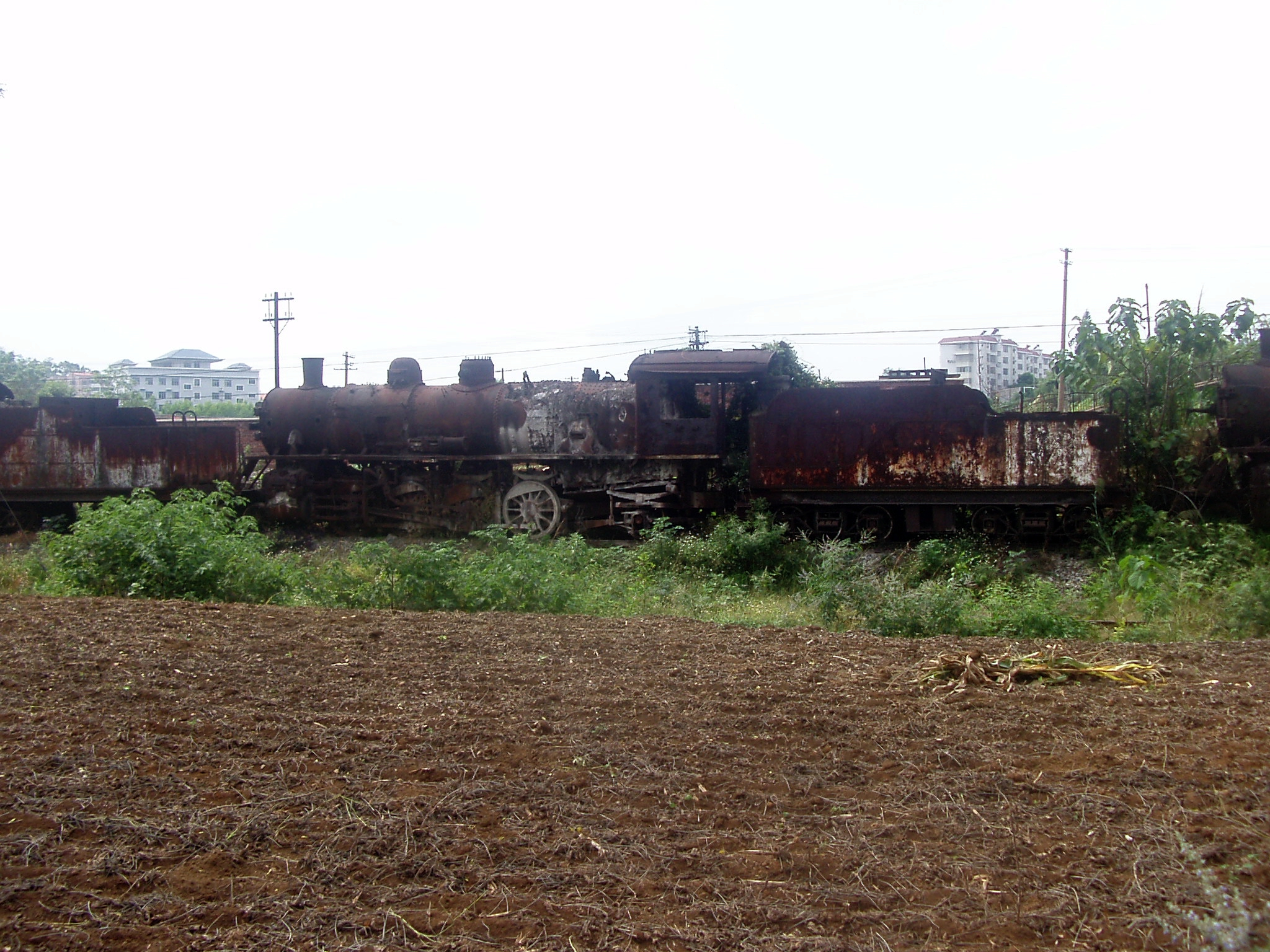
一台废弃于合山站附近的解放6型蒸汽机车。据说这三台机车曾经在越战期间由中华人民共和国援助给当时的越南民主共和国，在中越战争后返回中国，之后转入合山煤田服役直至退役，但由于某些原因未被拆除而废弃于合山站附近。

- 解放6型蒸汽机车（已退役）
- 建设型蒸汽机车（已退役）
- 上游型蒸汽机车（已退役）
- 东风4B型柴油机车（现役）
- 东风4C型柴油机车（现役）
- 东风4D型柴油机车（现役）

## 现状
来合铁路现以电煤运输为主，除白鹤隘站和合山站以外岔出的支线已经废弃。
据媒体报道，来宾市政府有将城区至白鹤隘站段线路拆除并新建良江站至白鹤隘站线路的计划。但至今该计划没有进展。